# Claude Ballif

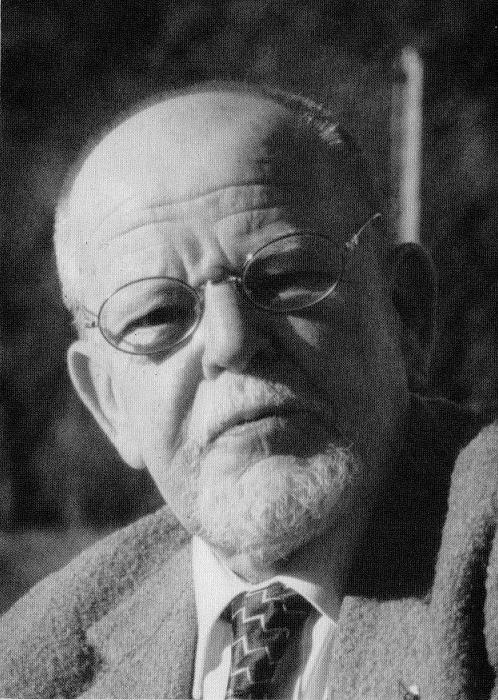
Claude Ballif

Claude Ballif (* 22. Mai 1924 in Paris; † 24. Juli 2004 in Poissons) war ein französischer Komponist.
Claude Balliff studierte am Pariser Konservatorium bei Noël Gallon, Tony Aubin und Olivier Messiaen, 1954 in Berlin Komposition bei Boris Blacher und Josef Rufer sowie Musikwissenschaft bei Hans Heinz Stuckenschmidt und Akustik bei Fritz Winckel und war danach bei den Internationalen Ferienkursen für Neue Musik in Darmstadt Schüler von Luigi Nono, Bruno Maderna, Luciano Berio und Karlheinz Stockhausen. 1955 erhielt er den Ersten Preis für Komposition im internationalen Wettbewerb von Genf für sein Orchesterwerk Lovecraft. 1959 wurde er Assistent Pierre Schaeffers in der Groupe de recherches musicales. 1963 erhielt er eine Professur für Musikgeschichte und Analyse an der École Normale de Musique de Paris. Von 1982 bis 1990 unterrichtete er Komposition am Pariser Konservatorium, danach am Konservatorium von Sevran.
In der Abhandlung Introduction à la métatonalité legte Ballif sein Kompositionskonzept der Metatonalität vor, bei dem tonale und atonale Ordnungen systematisch verbunden und zwölftönige, serielle und seit 1968 auch mikrotonale Verfahren angewandt werden.

## Werke
- Cendres für Schlagzeugsextett, 1946
- Lovecraft, 1955
- Voyage de mon oreille, op. 20, für Orchester, ca. 1957
- Etudes au ressort, 1961
- Siebzehn Solfeggietti für jeweils ein Soloinstrument, 1961–95
- Points, Mouvements, 1962
- Fragment d’une ode à la faim für zwölf Stimmen, 1968
- Imaginaires, 1963–74
- Ivre Moi Immobile für Klarinette und Orchester, 1977
- Cinquième Imaginaire, 1978
- Livre du serviteur, für Bariton, drei gemischte Chöre, Kinderchor und Orchester, 1983–87
- Haut les rêves für Violine und Orchester, 1984
- Le jouet du jeu für Oboe und Orchester, 1988
- Un délire de dédales, für Flöte und Orchester, 1999

## Schriften
- Introduction à la Métatonalité, 1956
- Berlioz, 1968
- Voyage de mon oreille, 1979
- Économie Musicale, 1988
- L’habitant du Labyrinthe: Entretiens avec Alain Galliari, 1992